# Alejandro Álvarez
Manuel Alejandro Álvarez Jofré (Santiago, 9 februari 1868 - Parijs, 19 juli 1960) was een Chileens rechtsgeleerde, hoogleraar, diplomaat en rechter. Hij was hoogleraar aan de Universiteit van Chili. Hij was verbonden aan het Permanente Hof van Arbitrage en rechter van zowel het Permanent Hof van Internationale Justitie als het Internationale Gerechtshof.

## Levensloop

### Wetenschappelijke en diplomatieke loopbaan
Álvarez studeerde rechten aan de Universiteit van Chili en voltooide daar zijn studie in 1892. Zeven jaar later behaalde hij zijn doctoraat aan Sorbonne in Parijs. Louis Renault, hoogleraar internationaal recht en latere winnaar van de Nobelprijs voor de Vrede, had in deze tijd een grote invloed op hem.
Sinds 1895 doceerde hij vergelijkend burgerlijk recht aan de Universiteit van Chili. Hier werd hij in 1901 benoemd tot hoogleraar. In de jaren rond de eeuwwisseling ondernam hij tevergeefs verschillende initiatieven om het juridische onderwijs in zijn land te hervormen.
Sinds ongeveer 1910 richtte hij zich steeds meer op het internationale recht. Van 1906 tot 1912 trad hij op als juridisch adviseur voor het Chileense Ministerie van Buitenlandse Zaken en van 1907 tot 1920 was hij verbonden aan het Permanente Hof van Arbitrage in Den Haag. Sinds de oprichting van de Haagsche Academie voor Internationaal Recht in 1914 maakte hij deel uit van het curatorium van de academie.
Tijdens de verkiezingen van de eerste rechters voor het nieuw opgerichte Permanent Hof van Internationale Justitie in Den Haag werd Álvarez genomineerd door zijn geboorteland, Brazilië en Uruguay. Ondanks dat hij in de Algemene Vergadering van de Volkenbond voldoende stemmen behaalde, verkoos de Volkenbondraad de Belgische kandidaat Édouard Descamps. Ook de verkiezing voor de hulprechters vertoonde dezelfde stemverhouding. Het compromis vonden beide gremia in de aanstelling van de Zwitser Max Huber als regulier rechter en de Noor Frederik Beichmann als hulprechter.
Tot het begin van de jaren twintig woonde Álvarez afwisselend in Europa en Zuid-Amerika, totdat hij zich in Parijs vestigde. Van 1921 tot 1923 vertegenwoordigde Álvarez zijn geboorteland bij de vergaderingen van de Volkenbond en erna bij verschillende internationale conferenties in Europa en Amerika.
Sinds de jaren twintig richtte hij zich vooral op het herstel van de schade van de Eerste Wereldoorlog op de internationale orde. Tijdens de Tweede Wereldoorlog publiceerde hij meerdere artikelen die de basis vonden in drie conferenties die hij in 1941 in Buenos Aires had georganiseerd. Deze oorlog betitelde hij zowel als een cataclysme en barst in het volkenrecht, als ook als een nieuw begin voor een beter tijdperk.

### Rechter bij het Internationale Gerechtshof
In 1946 werd Álvarez gekozen tot rechter van het Internationale Gerechtshof in Den Haag. Met een leeftijd van 78 jaar was hij de oudste rechter van het nieuw opgerichte hof. Hij verkreeg de stemmen van 31 landen, waaronder van veertien Latijns-Amerikaanse landen, Frankrijk, Noorwegen, de Sovjet-Unie en Zuid-Afrika.
Tijdens zijn negenjarige ambtstijd tot 1955 was hij betrokken bij twaalf besluiten en acht rechtsadviezen. Verschillende malen hield hij vast aan een afwijkende positie ten opzichte van de andere rechters, waardoor hij gold als een individualist en een Great Dissenter (Grote Andersdenkende). Aan zijn afwijkende stemmen gingen steeds langere prologen vooraf, waarin hij zijn voorstellingen van de noodzaak van een nieuw volkenrecht uiteenzette, alvorens in te gaan op de rechtsvraag van de betreffende zaak.
Een rechtsadvies waarin hij een minderheidsmening verkondigde die inhoudelijk een verstrekkend vervolg kreeg, betrof de International Status of South West Africa in 1950, waarin zijn minderheidspositie doorklonk in het rechtsadvies Legal Consequences for States of the Continued Presence of South Africa in Namibia van het Hof in 1971.

### Waardering
Álvarez was sinds 1913 verbonden aan het Institut de Droit International, vanaf 1922 aan de Real Academia de Ciencias Morales y Políticas in Spanje en vanaf 1923 aan het Institut de France. Verder was hij sinds 1929 erelid van de International Law Association en de Paneuropese Unie. In 1959 werd hij door zijn geboorteland benoemd tot Ambassadeur voor het Leven.
Hij ontving eredoctoraten van de Universiteit van Buenos Aires (1941), de Universiteit van Straatsburg (1947) en de Universiteit van Chili (1958). In de jaren 1932, 1933 en 1934 werd hij voor zijn publicaties genomineerd voor de Nobelprijs voor de Vrede. In 2006 bracht het vakblad Leiden Journal of International Law in de vierde uitgave van de 19e jaargang een artikelserie over zijn leven en werk uit. Verder draagt een school in de Chileense stad Ovalle sinds 1960 zijn naam.

## Werk (selectie)
- 1904: Une Nouvelle Conception des études Juridiques et de la Codification du Droit Civil, Parijs
- 1909: American Problems in International Law, New York
- 1910: Le droit international Americain, Parijs
- 1924: The Monroe Doctrine. Its Importance in the International Life of the States of the New World, New York
- 1959: Le droit international nouveau dans ses rapports avec la vie actuelle des peuples. Parijs

- Biblioteca Nacional de España: XX942753
- Bibliothèque nationale de France: cb14437613q (data)
- Gemeinsame Normdatei: 1055153055
- International Standard Name Identifier: 0000 0001 2031 4291
- Library of Congress Control Number: n87856599
- Nationale Bibliotheek van Tsjechië: vse2011644586
- Nationale Bibliotheek van Israël: 987007274747005171
- Nederlandse Thesaurus van Auteursnamen: 075040921
- SNAC: w6r93126
- Système universitaire de documentation: 070458766
- Trove: 1111821
- Virtual International Authority File: 100169950
- WorldCat: E39PBJjHfM7BDKR7c6tMmqgYfq